# Dinicu Golescu

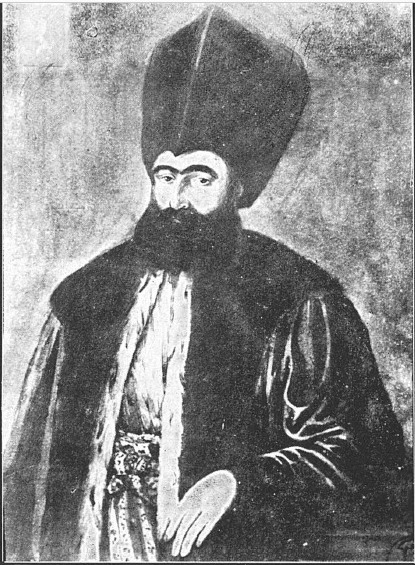
Portretul lui Dinicu Golescu

Dinicu Golescu, eigentlich Constantin Radovici Golescu, (* 7. Februar 1777 in Golești; † 5. Oktober 1830 in Bukarest) war ein aufgeklärter rumänischer Bojar, Politiker der Walachei, Literat und Kulturreformer, bekannt für seine Reiseerzählungen und seinen Kultur- und Reisejournalismus.

## Herkunft und Familie
Constantin entstammte einer alten muntenischen Bojarenfamile. Sein Urgroßvater Radu hatte zu Beginn des 18. Jahrhunderts versucht, das Fürstentum weg von der Abhängigkeit vom Diwan in Konstantinopel sowie den meist fanariotischen Fürsten und unter österreichische Herrschaft zu bringen. Nach dem Scheitern des Plans wurden jedoch zeitweise nur noch rumänischstämmige Fürsten berufen.
Der Sohn des großen Bans der Walachei Radu Golescu und der Bojarin Zoe (Zoița) Florescu heiratete 1804 die Griechin Zoe Farfara (1792–1879). Dieser Ehe entsprossen fünf Kinder: Ana (1805–1878), Ștefan (1809–1874) und Nicolae (1810–1877), die späteren rumänischen Premierminister, als auch die Revolutionsführer von 1848 Radu (1814–1882) und Alexandru (1818–1873). Die vier Söhne spielten eine bedeutende Rolle in der rumänischen Politik.

## Biographie
Der junge Golescu erhielt zusammen mit seinem älteren Bruder Gheorghe (Iordache) eine gediegene Erziehung an der Griechischen Akademie in Bukarest. Hier knüpften die beiden Kontakte zu glühenden griechischen Patrioten aus den Fürstentümern, in denen von der Befreiung vom osmanischen Joch geschwärmt wurde (1797). Sie frönten den Gedanken der Aufklärung und des josephinischen Frühliberalismus. 
Während des rumänischen Aufstands gegen die Türken, angeführt von Alexander Ypsilanti, einem Enkel des gleichnamigen walachischen Fürsten und Tudor Vladimirescu betätigte sich Golescu als Vermittler zwischen der griechischen und rumänischen Elite und der aufständischen Bauernschaft. Das Ränkespiel Zar Alexanders I. und der Verrat der Eterie an Vladimirescu ließen den Aufstand jedoch scheitern. Dinicu sah sich genötigt, zusammen mit seinem Bruder ins damals habsburgische Kronstadt (Brașov) zu fliehen. Nachdem Fürst Grigore Ghica 1822 zum Herrscher ernannt worden war, protestierte die Kronstädter Gruppe lautstark in Wort und Schrift. Die Bitte des Fürsten lehnte er ab, vielmehr begab er sich im Februar 1823 nach Russland, wo er sich an den Planungen zur Besetzung der Walachei beteiligte.
Gemeinsam mit Iordache beteiligte er sich an der Errichtung einer geheimen literarischen Gesellschaft in Brașov und im Jahre 1825 wurde er während einer Reise durch Europa in einer Schweizer Freimaurerloge aufgenommen. Nach Bukarest zurückgekehrt, nachdem ihm die Pforte das gestattet hatte, begann Golescu noch im gleichen Jahr in einer Bukarester Loge mitzuarbeiten.
Beeindruckt vom Elementarschulwesen in der Schweiz gründete er 1826 auf seinem Gut in Golești eine Schule, wo junge Menschen auf seine Kosten, unabhängig von der sozialen Schicht, lernen konnten, auch gab er zusammen mit Heliade den „Curierul românesc“ heraus, eine Zeitschrift mit aufklärerischen Orientierung.
Im Jahre 1827 gründete er zusammen mit Ion Heliade-Rădulescu die „Soţietatea literară românească“ („Rumänische Gesellschaft für Literatur“), in dessen Programm die Umwandlung von „Sfântul Sava“ in eine Hochschule vorgeschlagen wurde sowie die Eröffnung eines weiteren solchen Institution in Craiova und die Gründung von Schulen in fast allen Ortschaften der Walachei. Außerdem versuchte die Gesellschaft die Edition rumänischsprachiger Zeitungen zu fördern und forderte ein Ende des staatlichen Monopols auf Druckmaschinen. Die Gruppierung profitierte von Golescus Erfahrungen im Ausland, sodann traten auch zwei zukünftige Fürsten Gheorghe Bibescu und Barbu Dimitrie Știrbei der Organisation bei, deren Charakter auf den Prinzipien der Freimaurerei basierte. Der Hauptsitz war in seiner Villa am Podul Mogoşoaiei in Bukarest. Im gleichen Jahr gab er „Fama Lipschii“ heraus, die erste Zeitschrift in rumänischer Sprache, sie erschien monatlich und wurde in Leipzig gedruckt, auch fand ein ausgedehnter Briefwechsel mit Professor Friedrich Thiersch aus München statt.

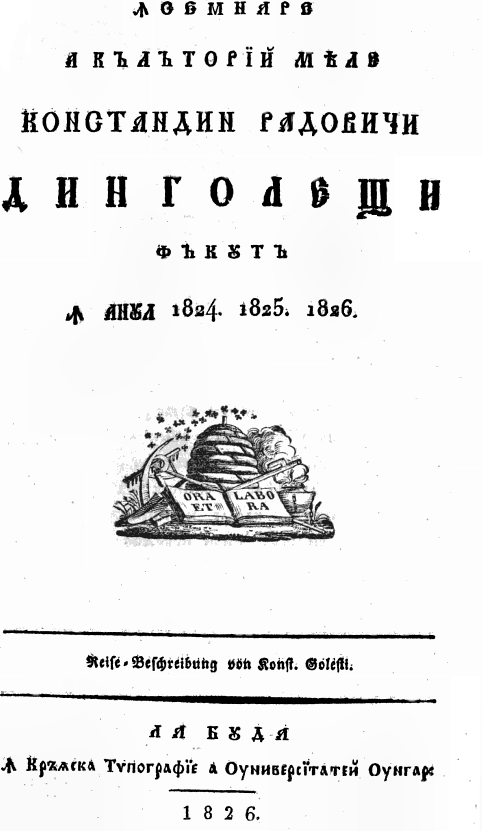
Erste Seite von Golescus Reisebeschreibungen 1826

Ende 1828 gelang es ihm, russische Finanzunterstützung für die Herausgabe des „Curierul Românesc“, der erste Zeitschrift in rumänischer Sprache in den rumänischen Fürstentümern, zu bekommen, sie erschien erstmals am  8. Apriljul. / 20. April 1829greg. und wurde 20 Jahre lang aufgelegt. Dieses Journal leistete einen entscheidenden Beitrag zur endgültigen Verbreitung einer öffentlichen literarischen Kultur in Rumänien.
Mitten in seinem Schaffensdrang und in Erwartung des russischen Einmarsches mit großer Hoffnung wurde er von der Cholera hinweggerafft.

## Literarisches Schaffen
Neben einem Weltatlas in Rumänisch (Wien 1800) und seinen Karten mit allen bedeutenden Details zur Walachei (alle Kreise mit Demarkationslinien, Städte, Seen, Flüsse, Häfen, Dörfer mit den Mühlenstandorten, aber auch die Namen der Bojaren, Priester, Familien, Ausländern, Juden, Armenier und Zigeunern, u. v. m.), zählten seine Satiren gegen Grigore Ghica, vor allem jedoch sein Reisejournal von seinen Unternehmungen zwischen 1824 und 1826 zu seinen wichtigsten Arbeiten. Letzteres ist das erste gedruckte in der rumänischen Literatur. Hierin enthalten sind zahlreiche kritische Anmerkungen zum Zustand sozialer und kultureller Rückständigkeit in der Walachei. Er hatte seine Aufzeichnungen in Rumänisch begonnen, sah sich aber alsbald beschämt dazu veranlasst, und zwar wegen des unvollkommenen Zustands der rumänischen Sprache, auf Griechisch weiterzuschreiben. Es fehlte an Grammatiken und Lehrbüchern, desgleichen reichte der Wortschatz für Sachprosa jeglicher Art noch nicht aus. Erst in Bukarest fertigte er sodann eine rumänische Fassung. Diese Erfahrung bedeutete die Initialzündung für seine späteren Kulturreformen.
Dieses Buch wie auch seine Übersetzung des Werkes des griechischen Scolaren Neophytos Vamvas „Elemente der Moralphilosophie“ wurde in Bukarest gedruckt und veröffentlicht.
In Bezug auf die literarische Sprache spiegelt Golescus Werk den Übergang von der alten zur modernen rumänischen Literatursprache wider.

## Werke
- Însemnare a călătoriei mele, Constantin Radovici din Golești, făcută în anul 1824, 1825, 1826, Druck der Universität Budapest, Budapest 1826.